# Nostradamus : La Dernière Prophétie
Nostradamus : La Dernière Prophétie est un jeu d’aventure de type pointer-et-cliquer utilisant un cadre historique, sorti en 2007 et développé par Kheops Studio.

## Trame

### Contexte historique
Renaissance française. Nostradamus (1503-1566) est un astrologue très consulté par Catherine de Médicis.
Catherine de Médicis (1519-1589) est veuve de Henri II mort en 1559, régente de 1560 à 1563 et mère de trois rois.
Henri de Navarre a au moment du jeu 12 ans. Il deviendra l'unique roi protestant et le premier roi bourbon en 1589 sous le nom d'Henri IV.

### Synopsis
Soir du mardi 26 mars 1566, Salon-de-Provence. Nostradamus reçoit la reine Catherine qui lui demande d'enrayer le destin annoncé dans un inquiétant quatrain.
En effet, ce quatrain annonce que douze personnes périront avant la famille royale, et cette sombre prophétie a déjà débuté.
Nostradamus se sent trop faible pour mener à bien lui-même l'enquête. Son fils César étant absent, il envoie sa fille Madeleine sous les traits de César le deuxième jour après la visite.

## Système de jeu
Le jeu démarre par une vidéo. Le joueur contrôle Madeleine, la fille de Nostradamus. Il lui est mis à disposition un inventaire comportant plusieurs onglets: un journal où sont notés les tâches, un carnet de recettes qu'il faudra réunir, les notes d'un scribe, une carte du château de l'Empéri et un historique des dialogues. Le personnage, Madeleine, y est représentée afin de pouvoir changer directement le costume grâce aux objets collectés. Madeleine, qui a la journée du mercredi pour prendre l'apparence de son frère et revoir les bases de son père, n'a que quatre jours pour arrêter la funeste prophétie qui lui réserve bien des surprises.
Le jeu présente des images de 360°, comme d'ailleurs toutes les autres réalisations de Kheops Studio.

## Accueil
- Adventure Gamers : 4/5[1]
- Jeuxvideo.com : 15/20[2]